# Château de la Vrillière
Le château de la Vrillière est un château situé à La Chapelle-Basse-Mer, dans la commune de Divatte-sur-Loire, en France.

## Localisation
Le château est situé à mi-chemin entre la Loire et le bourg de La Chapelle-Basse-Mer, à 1,5 km au nord-ouest de celui-ci.

## Historique
Le monument est inscrit au titre des monuments historiques en 2001.